# De omgekeerde piramide
De omgekeerde piramide is het 22ste stripverhaal van De Kiekeboes. De reeks wordt getekend door striptekenaar Merho.

## Verhaal
Fanny's belangstelling voor de mysterieuze krachten van piramides leidt haar vader naar het eiland Toetoetoeloes, niet ver van Nieuw-Zeeland. Op dit eiland staat een reusachtige omgekeerde piramide. Een rijke miljonaire wil het geheim van de piramide kennen. Ze gaat daarvoor over lijken.

## Achtergronden bij het verhaal
- Padutoe is een woordspeling op "Pas du tout".
- Ella Stick is een woordspeling op elastiek.
- Bill Yard is een woordspeling op biljart.
- Lou Bass is een woordspeling op loebas.
- Miel Jeu is een woordspeling op milieu.